# 138 (nombre)
Cet article concerne le nombre 138. Pour l'année, voir 138.
138 (cent trente-huit) est l'entier naturel qui suit 137 et qui précède 139.

## En mathématiques
Cent trente-huit est :
- Un nombre sphénique.
- La somme de quatre nombres premiers consécutifs (29 + 31 + 37 + 41).
- La somme de deux nombres premiers consécutifs (67 + 71).

## Dans d'autres domaines
Cent trente-huit est aussi :
- Années historiques : -138, 138.
- Ligne 138 .